# 리언 쿠퍼
리언 N 쿠퍼(Leon N Cooper, 1930년 2월 28일~2024년 10월 23일)는 미국의 물리학자로, 1972년 존 바딘, 존 로버트 슈리퍼와 함께 BCS 이론에 대한 기여로 노벨 물리학상을 수상했다. 미국 콜럼비아 대학교에서 박사학위를 받았고, 현재 브라운 대학교 물리학과에서 교수로 재직하고 있다.

## 학력
- 1943~1947: 브롱스 고등학교(졸업)
- 1947~1951: 하버드 대학교 물리학과(학사)
- 1951~1953: 하버드 대학교 대힉원 물리학과(석사)
- 1951~1954: 하비드 대학교 대학원 물리학과(박사)

## 가운데 이름
쿠퍼의 이름은 노벨상 웹사이트 등 여러 곳에서 "리언 닐 쿠퍼"(Leon Neil Cooper)라고 적고 있으나, 가운데 이름은 마침표 없이 N만 적는다. 가족에 의하면 N은 "네이선"(Nathan)을 뜻한다고 한다.